# Molophilus acutissimus
Molophilus acutissimus là một loài ruồi trong họ Limoniidae. Chúng phân bố ở miền Australasia.